# اتفاق من حيث المبدأ
في القانون، الاتفاق من حيث المبدأ هو نقطة الانطلاق في العقد وهذه الاتفاقات عادة تعتبر عادلة ومنصفة. حتى إذا لم تكن جميع التفاصيل معروفة. الاتفاق على المبدأ ممكن ان يكون على سبيل المثال ملخص عوائد الملكيه الفكريه أو قد يكون اصلاحيات ضريبية . ذكر كبار الحزب الجمهوري في الولايات المتحدة الأمريكية بأنهم استخدموا هذا المبدأ وذكر المشرعون أنهم توصلوا إلى قرار نهائي من خلال الاتفاق من حيث المبدأ.

## روابط خارجية
- تم التوصل إلى اتفاق من حيث المبدأ لتخصيص المياه ثلاثي الدولة
- اتفاقية الاندماج من حيث المبدأ - FutureTrak International Inc. و Celerity Systems Inc. (25 أبريل 1999)